# Прирези
Прирези, додатни непосредни порези који се обрачунавају или у динарском износу или у проценту од збира свих разрезаних непосредних пореза за пореског обвезника.
Србија. Прирези су први пут установљени после ратова са Турцима 1876-1878. за инвалидски, санитетски, школски и оружани фонд од, укупно, 7,1 динара. 1880. је за одужење државних дугова уведен прирез који се кретао од 25 до 100% на износ главнице. 1884. то је замењено прирезом од 12% на износ непосредних пореза. Постојећи прирези у динарском износу замењени су 1886. прирезом од 34%, а 1892. уведен је прирез за војне потребе од 12% (повећан 1894. на 16%). Сва три приреза уједињена су 1896. у државни прирез од 62%, који је већ следеће године повећан на 75%. 1895. је уведен прирез за војне грађевине од 6%, 1901. за војну комору од 5%, а 1902. за железницу од 5%. Међу прирезе је укључивана и војница, дажбина коју су плаћали они који нису служили војни рок, и то 10% од 1886, 20% од 1897. и 30% од 1898. Прирез за одржавање жандармерије прерастао је од окружног у државни 1904. у висини од 4,5%. Школски прирез се прописује буџетом од 1904. и износи прво 25, а затим 27 и 32%. 1904. је уведен општи ванредан прирез само за ту годину од 40%, а ради сређивања државних финансија. Пред Први светски рат постојали су следећи прирези: стални државни прирез 75%, привремени за опште државне потребе 25%, школски 32%, жандармеријски 4,5%, железнички 7%, ремонтски 5%, за војне грађевине 5% (укупно 153,5%), мостарински 0,20 пара, војница 30% и свештенички бир 2 динара од сваке пореске православне главе.
Поред државних, постојали су и општински и окружни прирези, који су представљали најважнији приход локалних заједница. 
Југославија. И нова држава је убрзо по оснивању посегла за прирезима. 1920. уведен је прирез на доходарину са стопом од 120%. 1923. заведен је привремени ванредни прирез на све постојеће непосредне порезе и државне прирезе и плаћао се 500% на порез на земљиште, осим у Србији и Црној Гори за плацеве и баште; 30% на све остале непосредне порезе и државне прирезе. 1925. уведен је војно-коморски прирез. Следећих година укинут је прирез на доходарину и обустављена је наплата приреза од инвалидског пореза.
После Другог светског рата прирези нису више коришћени.